# 班特湖
53°30′25″N 8°05′52″E / 53.5070°N 8.0979°E

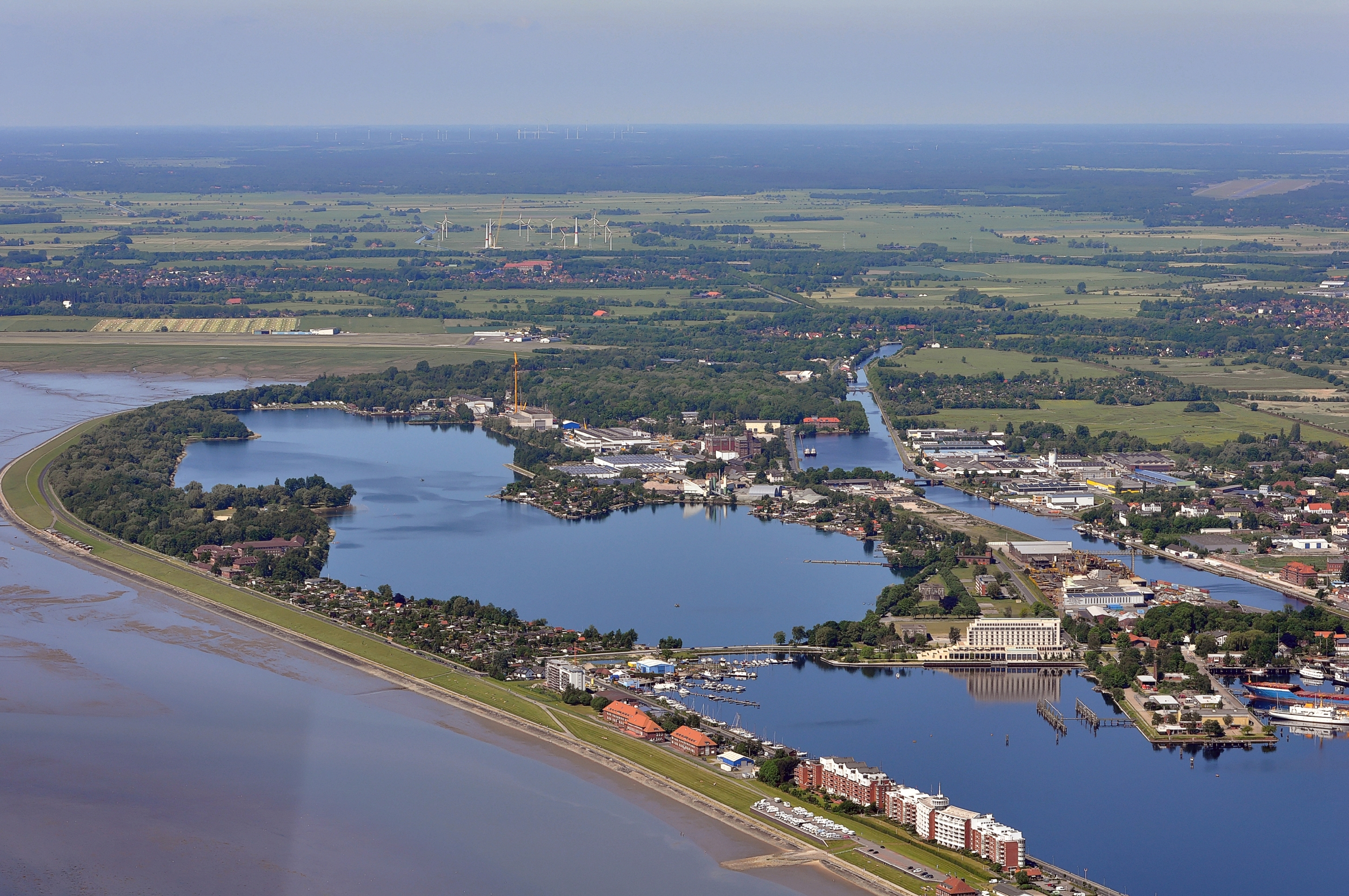

班特湖（德語：Banter See），是德國的湖泊，位於該國西北部，由下薩克森州負責管轄，處於威廉港，長2.5公里、寬0.6公里，面積1.04平方公里，處於海平面水平。